# Skottegravarna
Skottegravarna är en lokal sägen som utspelar sig i Tanums kommun. 
Under förkristen tid skall två skotska anförare vid namn kung Valbret och general Kuse genomfört ett krigståg i Tanums kommun. Valbret och Kuse steg i land med sina män vid nuvarande Grebbestad, där det även sägs ha varit sillfiskeperiod när de ankom. De tog med sig sina män inåt land och begav sig till Bullaren. Medan de plundrade och brände skall småkungarna från Hällungstad, Raneborg och Signebön samlat sina män och fört dem till det trånga sundet i Långevallsälven i Bullaren, där de befäste sig med en stenmur för att möta skottarna. Skottarna lyckades plundra delar av västra Bullaren; när de kom fram till Långevall försökte de genombryta befästningarna men lyckades ej och retirerade. Småkungarna följde efter skottarna, varpå de slogs mellan Östad och Naverstad där flera skall ha stupat.
Skottarna begav sig nu på flykt tillbaka till sina båtar utanför Grebbestad, men när de ankom till Tanum möttes de av småkungarna från Hudt och Vetteland. De slogs vid närheten av dagens Tanums kyrka och blodet flöt till en bäck som sedan fick namnet Blodbäcken (numera Vinbäcken). De som överlevde slaget fortsatte sin flykt, där de till slut vid gården Kärras ägor till Greby slogs återigen och ett hundratal stupade tillsammans med sin kung Valbret. Endast generalen Kuse kom levande ur striden och flydde mot stranden, men vid gården Kuseröd blev han tagen och dödad. Gården Kuseröd skall ha fått sitt namn från denne Kuse.
Man har tidigare trott att skottarna var begravda vid Greby och Naverstad gravfält, men arkeologiska undersökningar tyder på att det ej är några krigare som ligger begravna där.